# Hew Fraser
Hew Thomson Fraser (ur. 25 lipca 1877 w Glasgow, zm. 11 sierpnia 1938 w Duthil) – szkocki hokeista na trawie. Brązowy medalista olimpijski z Londynu (1908).
Na igrzyska olimpijskie został powołany jako zawodnik klubu z Carlton. Był na nich zawodnikiem z linii pomocy.
Grał w dwóch meczach, jakie Szkoci rozegrali w turnieju. 29 października 1908, w meczu pierwszej rundy, Szkoci wygrali z Niemcami 4-0. 30 października w meczu półfinałowym, zmierzyli się oni z Anglikami. Szkocja przegrała 1-6, tym samym odpadając z turnieju. Pokonani w półfinałach mieli jednak zagwarantowany brązowy medal olimpijski, bowiem nie rozgrywano meczu o trzecie miejsce (medale zdobyły wszystkie cztery drużyny z Wielkiej Brytanii (Anglia, Irlandia, Szkocja i Walia), jednak wszystkie przypisywane są Zjednoczonemu Królestwu). Fraser nie strzelił żadnego gola.
Z zawodu był agentem ubezpieczeniowym. W 1920 roku przeniósł się ze Szkocji do Londynu.
Był także lokalnym politykiem. Jako członek Liberałów kandydował w lokalnym okręgu Wood Green do brytyjskiego parlamentu, lecz za każdym razem nieskutecznie. Najbliżej sukcesu był w 1929 roku, kiedy był drugi i przegrał tylko z Godfreyem Lockerem-Lampsonem. Po śmierci Frasera, do polityki zaangażowała się jego żona. Nie odniosła ona także większego sukcesu.